# Tooshe Qaltaq
Comunidad Indígena Tooshe Qaltaq (más conocida como Tooshe Qaltaq) es una localidad paraguaya del departamento de Presidente Hayes, ubicada a unos 153 km de Asunción, en el km 122 de la ruta nacional PY12 "Vicepresidente Sánchez".
Pertenece administrativamente al municipio de General Bruguez, ubicado a unos 40 kilómetros de distancia.

## Demografía
La localidad actualmente cuenta con poca población, teniendo unos 105 habitantes aproximadamente, siendo la mayoría de ellos indígenas de la etnia Toba Qom.

## Infraestructura
Tooshe Qaltaq en la actualidad cuenta con una infraestructura pobre y deficiente, teniendo problemas de transporte por el mal estado de los caminos de la zona, que son de tierra y en épocas de lluvia se inundan y se vuelven intransitables, pero con el asfaltado de la ruta PY12 que llegará para fines del año 2026, se espera que la comunidad comience a crecer y desarrollarse en los siguientes años.